# Trathala oregona
Trathala oregona är en stekelart som beskrevs av Dasch 1979. Trathala oregona ingår i släktet Trathala och familjen brokparasitsteklar. Inga underarter finns listade i Catalogue of Life.